# Pont Faidherbe
Der Pont Faidherbe ist die einzige Brücke, die die auf der Île de Saint-Louis gelegene Altstadt von Saint-Louis in Senegal über den Hauptarm des Senegal-Flusses mit den neueren Stadtteilen auf dem linken östlichen Flussufer verbindet.
Sie ist nach dem ehemaligen französischen Gouverneur der Kolonie Senegal, General Louis Faidherbe (1818–1889), benannt.
Die Straßenbrücke besteht aus sieben Brückenfeldern mit stählernen Halbparabelträgern, und zwar einem 43 m langen Verbindungsfeld vor dem Ufer der Insel, einer 73 m langen Drehbrücke und fünf jeweils 78 m langen, fest installierten Brückenträgern. Sie hat zwei Fahrspuren sowie außen an den Trägern angeordnete breite Gehwege.

## Geschichte
1858 ließ Gouverneur Faidherbe eine Fähre einrichten, die bis zu 150 Personen oder vergleichbare Lasten an Pferden, Vieh und Waren transportieren konnte. Der zunehmende Verkehr erforderte bald eine zweite Fähre, später ein extra Boot für Tiere. Die Überfahrt war nicht ohne Risiken; immer wieder rissen die Führungsketten, gelegentlich wurde ein Fährschiff ins Meer abgetrieben.
1865 wurde eine Pontonbrücke eröffnet, die nach Faidherbe benannt wurde, der 1861 nach Frankreich zurückgekehrt war. Sie bestand aus 40 Eisenblechpontons, von denen drei zur Seite gefahren werden konnten, um Schiffe passieren zu lassen.
1885 wurde die Eisenbahnstrecke zwischen dem nahe der Brücke auf der Île de Sor liegenden Bahnhof und Dakar eröffnet, wegen des zunehmenden und schwerer werdenden Verkehrs mussten aber gleichzeitig Gewichtsbeschränkungen auf der Pontonbrücke eingeführt werden. Trotz vielfältiger Probleme blieb die Pontonbrücke 32 Jahre lang in Gebrauch.

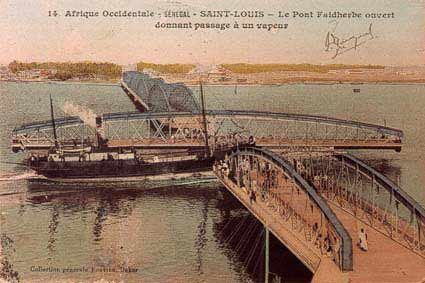
Zeitgenössische Ansichtskarte

1892 beschloss man, eine dauerhafte Brücke zu bauen. Bei der in Paris durchgeführten Ausschreibung wurden Angebote von Nouguier Kessler & Cie. und der  Société de Construction de Levallois-Perret, dem Unternehmen von Gustave Eiffel, in die engere Wahl genommen. Obwohl das Angebot von Eiffel aus technischer Sicht als das beste angesehen wurde, wurde aus ästhetischen Gründen schließlich das Konkurrenzangebot bevorzugt und angenommen.
Die neue Stahlbrücke, von Jean Résal entworfen, wurde von Nouguier Kessler & Cie. in den Jahren 1894 bis 1897 gebaut. Es fanden zwei Eröffnungsfeierlichkeiten statt, zunächst am 14. Juli 1897, dem französischen Nationalfeiertag, mit dem Gouverneur und am 19. Oktober mit André Lebon, der damit der erste französische Kolonialminister wurde, der eine Kolonie besuchte.
In der Folgezeit entstanden eine Reihe moderner Mythen, die bis heute verbreitet werden. So sei die Brücke ursprünglich als Donaubrücke hergestellt worden oder für eine andere Kolonie (Indochina?) gedacht gewesen und sie sei von Gustave Eiffel gebaut worden, was bis heute in verschiedenen Reiseführern behauptet wird.
Seit 2000 zählt die Altstadt von Saint-Louis zusammen mit dem Pont Faidherbe zum UNESCO-Welterbe.
In den Jahren 2008 bis 2011 fanden mit Unterstützung der Agence française de développement umfangreiche Renovierungsarbeiten statt, bei denen größere Teile des Tragwerks gemäß dem alten Vorbild neu erstellt wurden. Diese Arbeiten wurden unter der Leitung von Eiffage durchgeführt, dem Nachfolger des Unternehmens, dem seinerzeit der Auftrag zum Bau der Brücke verweigert wurde. Nach dem Abschluss dieser Arbeiten fand am 19. November 2011 eine große Feier in Anwesenheit des damaligen Staatspräsidenten Abdoulaye Wade statt.